# Annellosympodia
Annellosympodia är ett släkte av svampar. Annellosympodia ingår i divisionen sporsäcksvampar och riket svampar.